# ムィシュキン
座標: 北緯57度47分 東経38度27分 / 北緯57.783度 東経38.450度

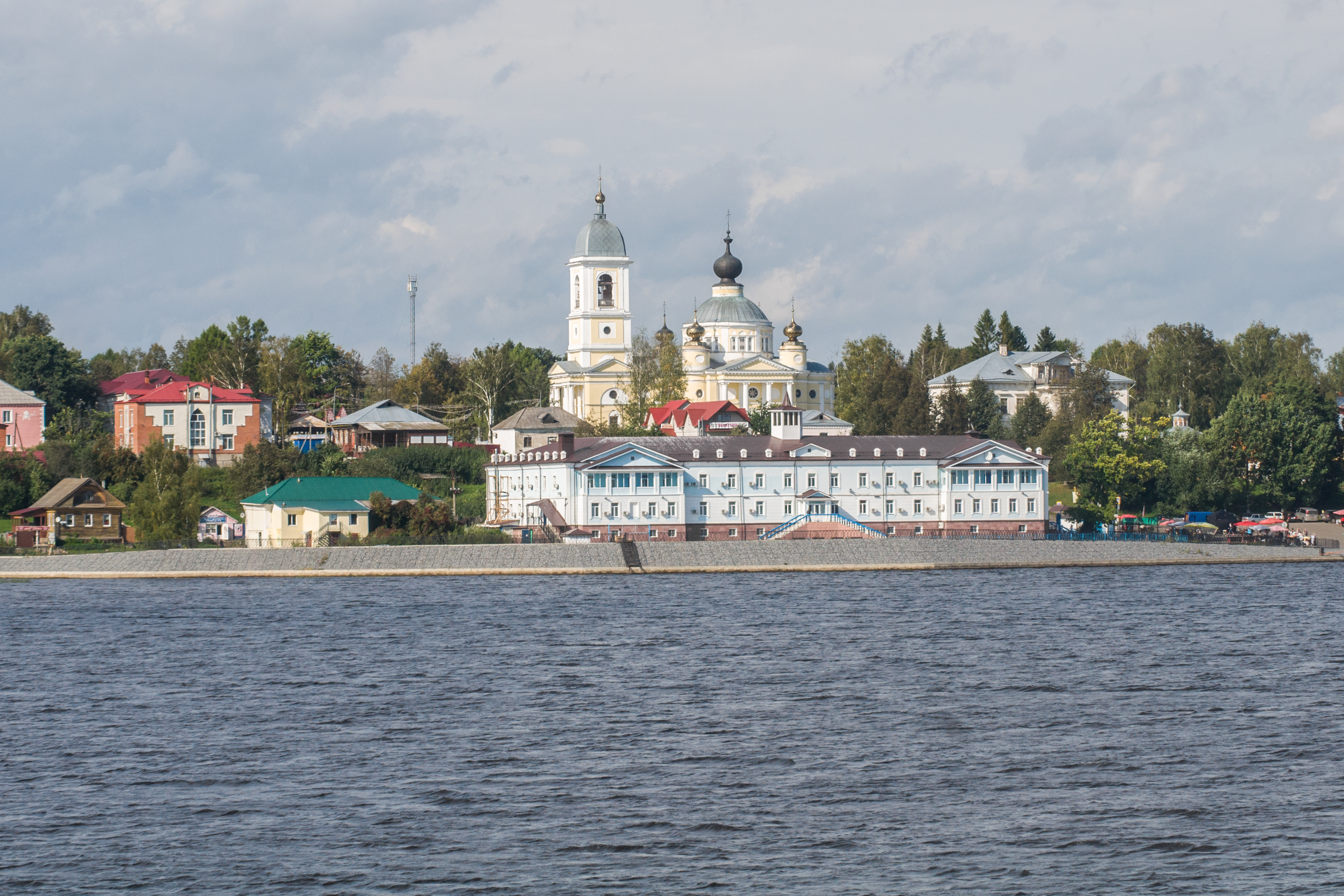
ヴォルガ川とムィシュキン

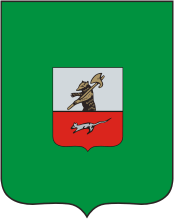
ムィシュキンの紋章

ムィシュキン（ムイシュキン、ロシア語: Мы́шкин, Myshkin, 「ねずみの町」）は、ロシアのヤロスラヴリ州にある町。人口は5,621人（2021年）。南から北へ流れるヴォルガ川左岸の急な斜面に位置し、対岸ではユホチ川がヴォルガへ合流している。

## 地理と観光
モスクワから北東へ233km、ヤロスラヴリの北西85kmの位置にあり、40km北の下流にはヴォルガ川をせき止めた人工湖ルイビンスク湖がある。この周辺でのヴォルガ川の幅は300mから600mになる。気候は大陸性気候で冬は寒く夏は短く、ヴォルガ川も11月末から4月末までは凍結している。
現在は、ヴォルガ川クルーズの観光客が多数ムィシュキンを訪れている。ムィシュキンの町並みは19世紀の建築の特徴を残していることで知られる。また町の規模に比して非常に博物館も多く、町の名にちなんだネズミ博物館のほか、ヴァレンキ博物館（ヴァレンキはフェルトで作ったブーツのこと）、民族誌学博物館、美術館などがある。

## 歴史

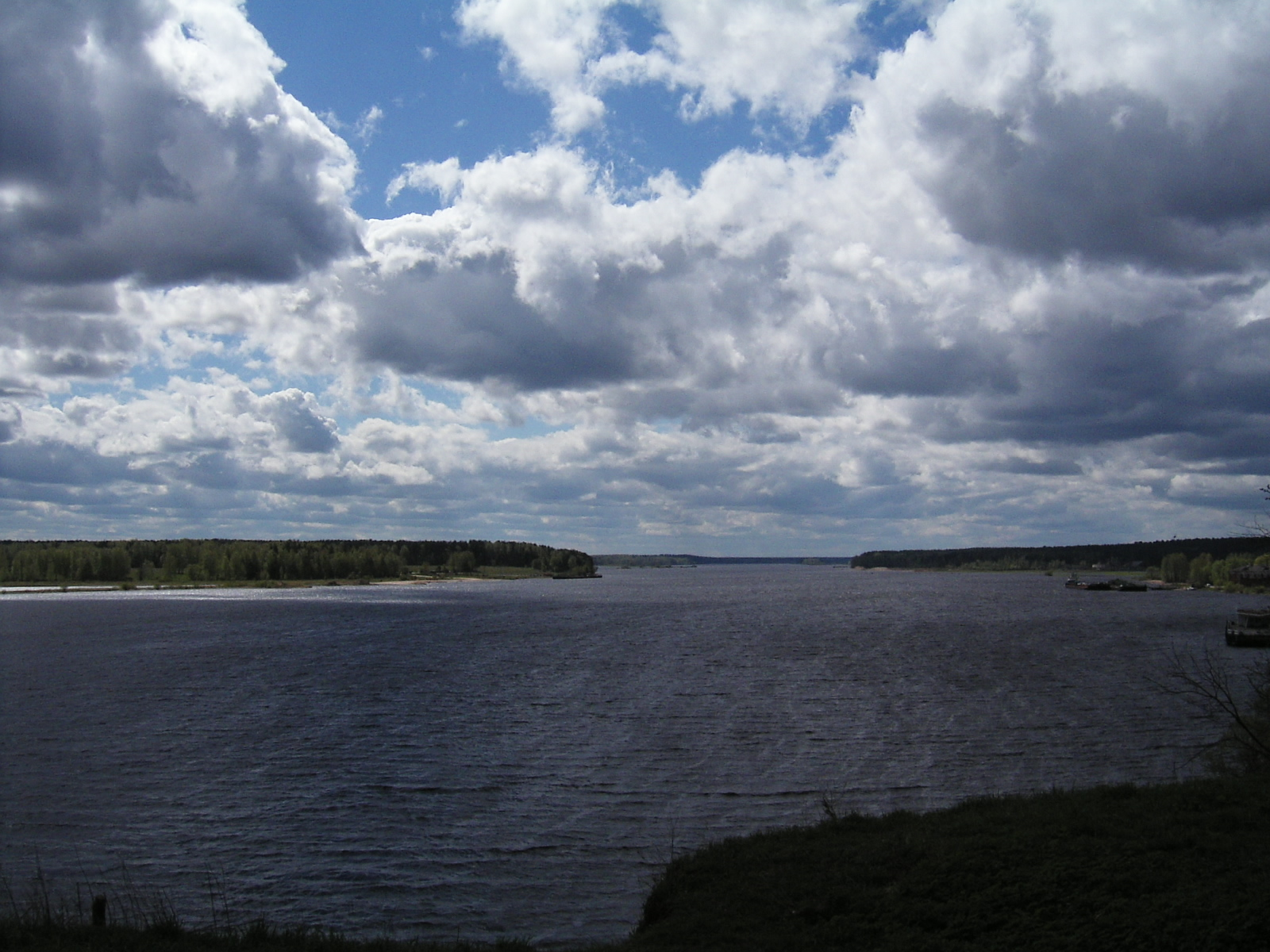
ムィシュキンから見たヴォルガ川

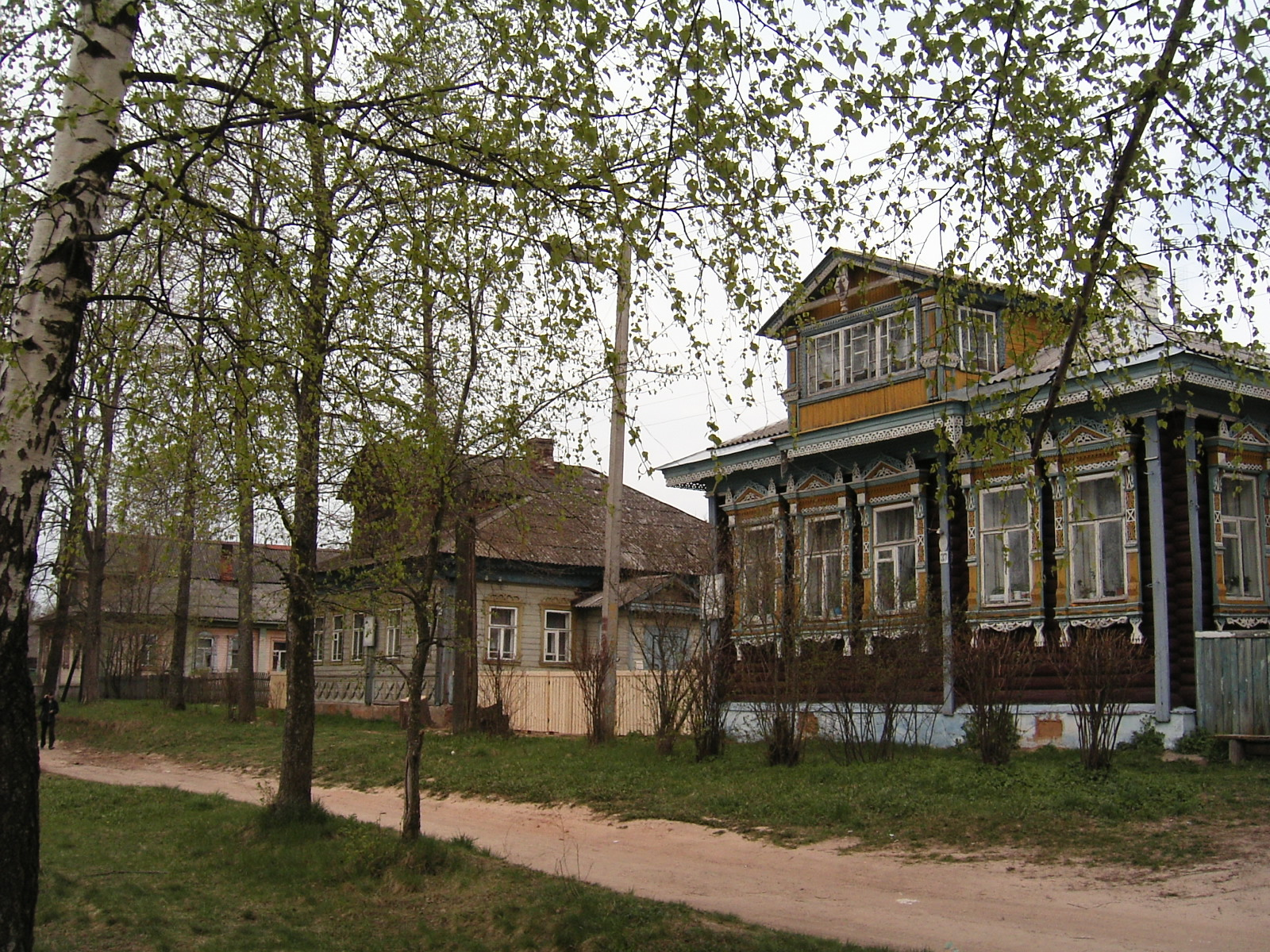
ムィシュキンの町並み

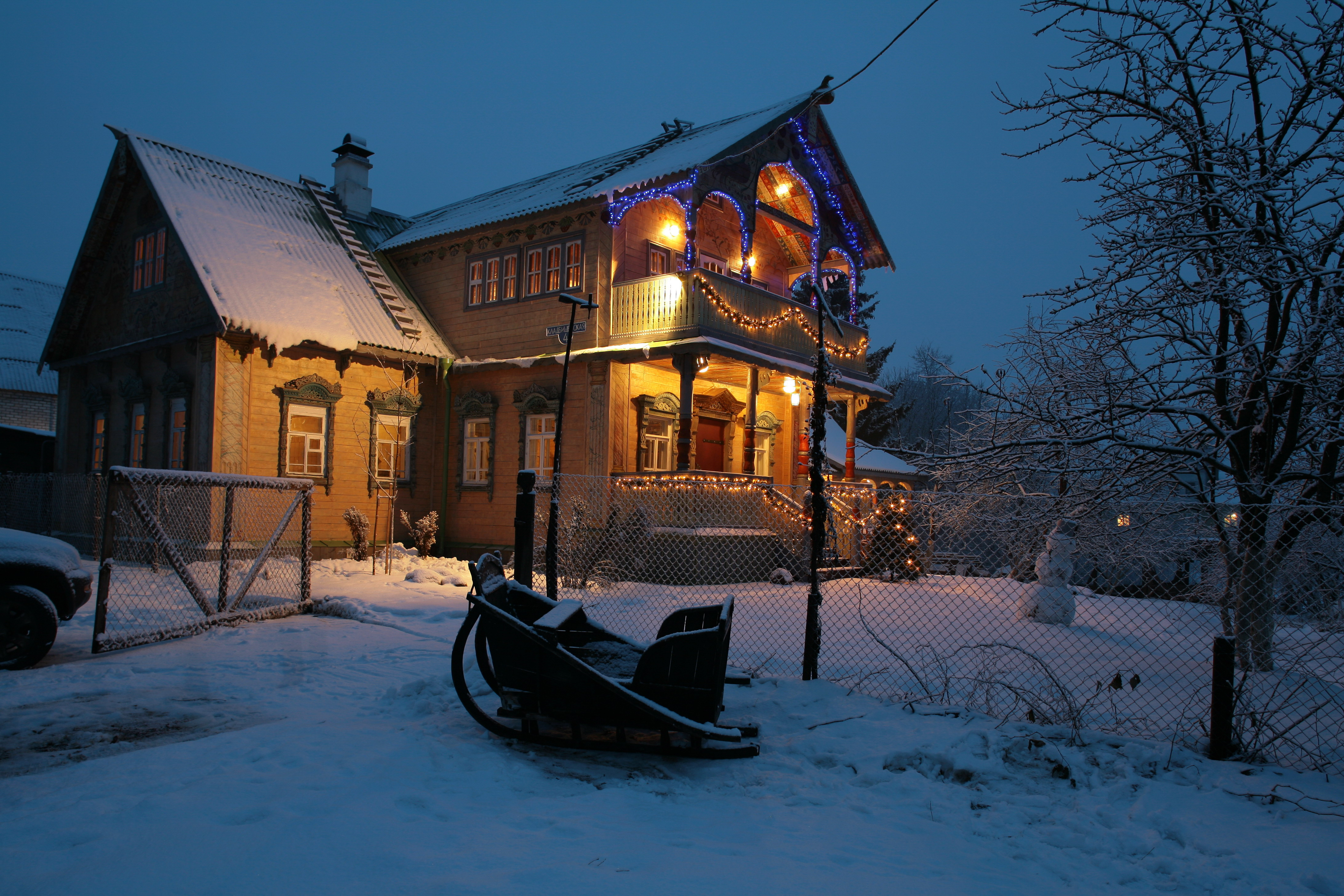
ムィシュキンの「マウスランド・ヴィラ」

ムィシュキンという町の名は、次のような言い伝えによる。ある公（クニャージ）が狩りの後でヴォルガ川沿いの斜面の上で一休みして眠っていた。しかし顔にネズミが飛び乗ってきたため公はびっくりして飛び起きた。公のすぐそばには蛇が迫っており、最初はネズミに怒っていた公は、ネズミは蛇から命を守ってくれた恩人だったと感謝した。彼はこの地に聖ボリスとグレブのための聖堂を作るよう命じ、その周りにできた集落が「ネズミの町」（ムイシュキン）と呼ばれるようになったという。
考古学調査によれば、この地には少なくとも11世紀から13世紀には小さな集落があったと考えられる。もとはウラル語族の民族が多く、6世紀にはその中でもフィン・ウゴル系の民族メリャ人が多く住むようになったが、11世紀に東スラヴ人が進出し、メリャ人は同化されていった。ユホチ川の河口の対面に位置する、ヴォルガ川沿いの急な斜面の上は、集落を作るには絶好の位置であった。12世紀にはこの地方は北のノヴゴロド公国と東のウラジーミル・スーズダリ公国の戦いが激しかったが、1238年のモンゴル帝国のルーシ侵入で荒廃した。ムィシュキンは17世紀頃まで小さな町であり、15世紀から17世紀まで様々な公（クニャージ）や修道院の領地となってきた。ムィシュキンの住民は、近くにあったヴォルガ川の難所を船が通る際の水先案内人として活躍し、ムィシュキンを交易の拠点にさせることに成功した。
1777年、エカチェリーナ2世の改革により市としての地位を与えられ紋章が定められ、新古典主義建築による都市計画も行われた。19世紀にはムィシュキンは最盛期を迎え、バターや卵、パン、布などを作って首都サンクトペテルブルクへと販売し、豊かな商人が多く輩出された。商人たちは資金を出し合って図書館を作り、今も貴重書などを多数所蔵していることで知られる。ソビエト連邦時代には都市型集落に格下げされ、ルイビンスク湖建設でムイシュキンに属する村も多く水没した。1991年に再度市に昇格している。